# 德国驻沈阳总领事馆
德意志联邦共和国驻沈阳总领事馆（德語：Generalkonsulat der Bundesrepublik Deutschland in Shenyang）是德意志联邦共和国派驻中国沈阳的最高级别外交代表机构，为德国在华开设的6座使领馆之一，领区管辖范围包括东北三省（辽宁省、吉林省和黑龙江省）。现任总领事为白瀚德。

## 历史
奉天开埠以后，各国侨民陆续进入奉天经商、执业。中东铁路建设时期，采用大量德国进口电料、电器。1907年，德意志国在奉天设立领事馆，领事区域为辽宁省全省。1917年3月第一次世界大战末期，中国作为参战的协约国成员之一，正式向德国、奥匈帝国等国宣战绝交，北洋政府停止了德国驻奉天领事馆的领事待遇，领事馆被迫关闭。1920年7月，德国驻沈阳领事馆恢复办公。九一八事变之后，各国驻沈阳领事机构大部分被关闭。由于第二次世界大战期间，德国和日本同属轴心国战争联盟，因此德国驻沈阳总领事馆得以保留直至日本投降。
根据德中两国政府于2011年6月关于在沈阳设总领事馆的协商，2011年12月5日通过与中国外交部交换官方照会而达成正式协议，德国驻沈阳总领事馆计划于2012年下半年开放。2012年10月12日，德国驻沈阳总领事馆正式开馆。
德国驻沈阳总领事馆开馆初期临时租用沈阳凯宾斯基宾馆的房间办公。2013年11月26日，华润置地（沈阳）有限公司与德方在沈阳君悦酒店举行了租赁沈阳华润大厦的签约仪式，德国驻沈阳总领事馆将入驻沈阳华润大厦。2015年4月7日起，德国驻沈阳总领事馆接受签证业务办理，而领事相关事务仍需在德国驻华大使馆办理。

## 历任总领事
| 姓名（中文） | 姓名（德文）       | 在任时期                    |
| ------------ | ------------------ | --------------------------- |
| 傅培言       | Jens-Peter Voß     | 2012年8月8日－2015年7月28日 |
| 卜布         | Peter Kreutzberger | 2015年－2018年              |
| 毕满天       | Matthias Biermann  | 2018年8月-2023年7月         |
| 白瀚德       | Hendrik Barkeling  | 2023年7月至今               |